# Ceratophysella succinea
Ceratophysella succinea är en urinsektsart som först beskrevs av Hermann Gisin 1949.  Ceratophysella succinea ingår i släktet Ceratophysella och familjen Hypogastruridae. Arten är reproducerande i Sverige. Inga underarter finns listade i Catalogue of Life.